# Phallostethus
Phallostethus – rodzaj ryb aterynokształtnych z rodziny Phallostethidae.

## Klasyfikacja
Gatunki zaliczane do tego rodzaju:
- Phallostethus cuulong
- Phallostethus dunckeri
- Phallostethus lehi